# Reina (Badajoz)
Reina ist ein Ort und eine Gemeinde (municipio) mit 142 Einwohnern (Stand: 2024) im Südosten der spanischen Provinz Badajoz in der Autonomen Gemeinschaft Extremadura.

## Lage
Der Ort Reina liegt ca. 127 km südöstlich der Provinzhauptstadt Badajoz bzw. ca. 135 km nördlich von Sevilla in einer Höhe von ca. 735 m ü. d. M. Das Klima im Winter ist gemäßigt, im Sommer dagegen warm bis heiß; die eher geringen Niederschlagsmengen (ca. 600 mm/Jahr) fallen – mit Ausnahme der nahezu regenlosen Sommermonate – verteilt übers ganze Jahr.

## Bevölkerungsentwicklung
| Jahr      | 1857 | 1900 | 1950 | 2000 | 2016 |
| Einwohner | 657  | 852  | 798  | 219  | 166  |

Der deutliche Bevölkerungsrückgang in der zweiten Hälfte des 20. Jahrhunderts ist im Wesentlichen auf die Mechanisierung der Landwirtschaft und den daraus resultierenden Verlust an Arbeitsplätzen zurückzuführen.

## Wirtschaft
Die Menschen früherer Zeiten lebten im Wesentlichen als Selbstversorger von der Landwirtschaft; im Ort ließen sich auch Händler, Handwerker und Dienstleister aller Art nieder.

## Geschichte
Die Geschichte des Ortes beginnt mit der in römischen Quellen erwähnten und am Kreuzungspunkt zweier Römerstraßen gelegenen Siedlung Regina Turdolorum, die jedoch später in der Bedeutungslosigkeit versank. Die zum Teil in Stampflehmbauweise errichtete maurische Festung (alcazaba) auf dem nahegelegenen Hügel entstand im 11./12. Jahrhundert; sie wurde zu Beginn seiner Herrschaft vom leonesischen König Alfons IX. (reg. 1188–1230) eingenommen, der sie jedoch wenige Jahre später an die Almohaden verlor, die sie ihrerseits in den Folgejahren ausbauten. Ort und Burg wurden im Jahr 1246 von den Truppen Ferdinands III. (reg. 1230–1252) zurückerobert (reconquista), der sie dem Santiago-Ritterorden übergab.

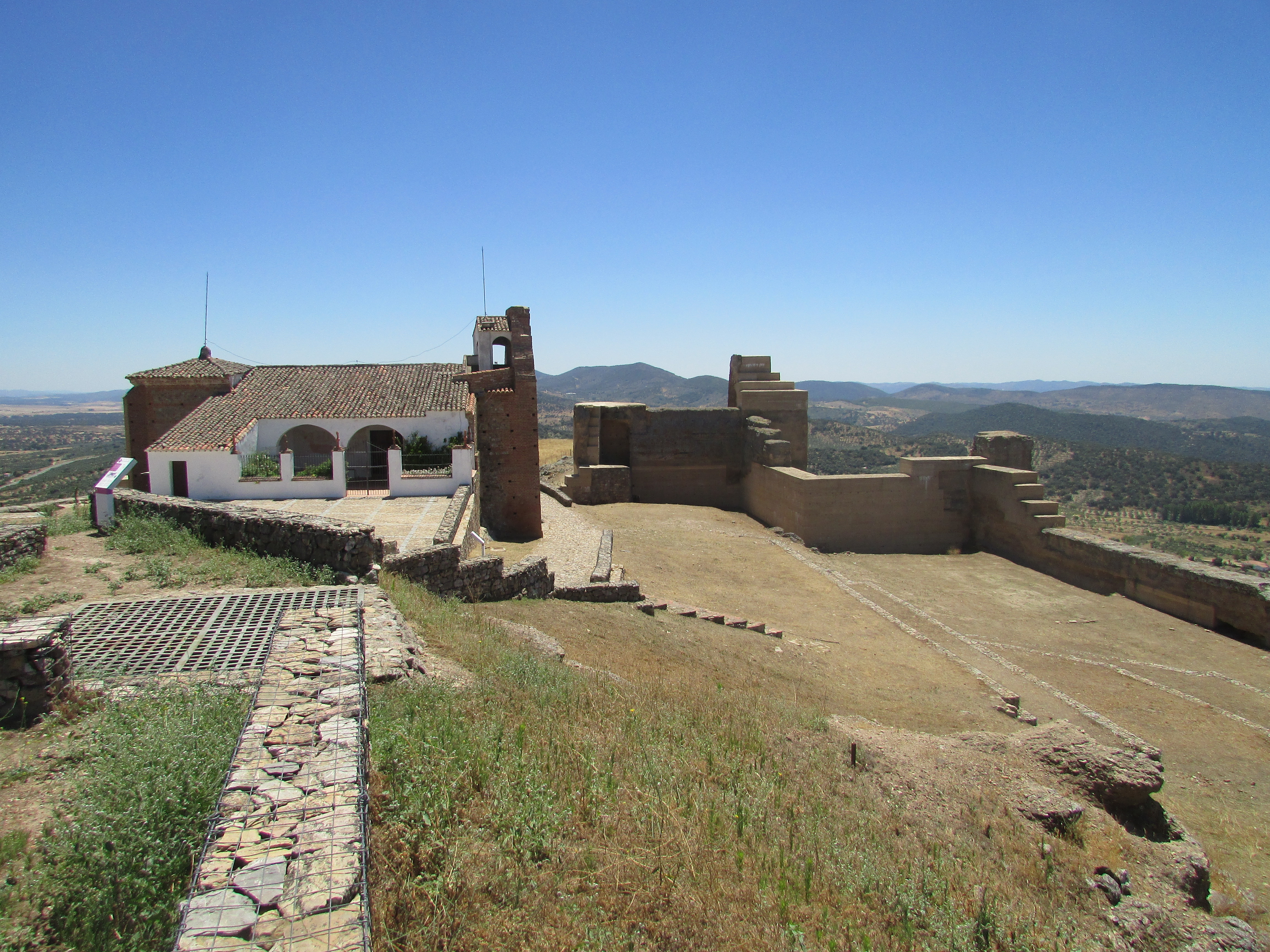
Reina – Festungsmauern und Ermita de la Virgen de las Nieves

## Sehenswürdigkeiten
- Bedeutendste Sehenswürdigkeit des Ortes ist die auf dem benachbarten Berg in einer Höhe von 825 m gelegene Festungsruine. Innerhalb eines Mauerrings mit 15 Türmen befinden sich zwei Zisternen (aljibes) – eine aus islamischer, die andere aus christlicher Zeit. In der Außenmauer eines der Türme sind mehrere größere Granitsteine zu sehen, was als Hinweis auf eine antike Nutzung des Platzes verstanden werden kann. Mehrere Teilabschnitte des Mauerrings sind durch Verputz vor weiterer Verwitterung geschützt worden.
- Die auf dem Festungshügel stehende Ermita de la Virgen de las Nieves ist ein Bau des 15. Jahrhunderts – also der Zeit, in welcher der Hügel noch bewohnt war. Mehrere Kapitelle können aber auch in die westgotische Zeit datiert werden. Im Rahmen einer Restaurierung in den Jahren 2008/09 wurden Spuren von Fresken entdeckt.
- Die schlichte Kirche San Sebastián steht im Ort und stammt ebenfalls aus dem 15. Jahrhundert.
- Im Ort befinden sich zwei Brunnen mit Viehtränken (abrevaderos).